# Indywidualne Mistrzostwa Szwecji na Żużlu 1984
Indywidualne Mistrzostwa Szwecji na Żużlu 1984 – cykl turniejów żużlowych, mających wyłonić najlepszych żużlowców szwedzkich. Tytuł wywalczył Jan Andersson (Kaparna Göteborg).

## Finał
- Karlstad, 8 września 1984

| Msc. | Zawodnik            | Klub                   | Pkt |  |  |
| ---- | ------------------- | ---------------------- | --- |  |  |
| 1    | Jan Andersson       | Kaparna Göteborg       | 14  |  |  |
| 2    | Jimmy Nilsen        | Getingarna Sztokholm   | 13  |  |  |
| 3    | Ulf Blomqvist       | Njudungarna Vetlanda   | 12  |  |  |
| 4    | Tommy Nilsson       | Getingarna Sztokholm   | 11  |  |  |
| 5    | Pierre Brannefors   | Kaparna Göteborg       | 11  |  |  |
| 6    | Anders Michanek     | Gamarna Sztokholm      | 10  |  |  |
| 7    | Lars Andersson      | Gamarna Sztokholm      | 9   |  |  |
| 8    | Jan Ericsson        | Solkatterna Karlstad   | 8   |  |  |
| 9    | Jan Davidsson       | Indianerna Kumla       | 6   |  |  |
| 10   | Bengt Jansson       | Rospiggarna Hallstavik | 5   |  |  |
| 11   | Kenneth Nyström     | Örnarna Mariestad      | 5   |  |  |
| 12   | Conny Ivarsson      | Njudungarna Vetlanda   | 5   |  |  |
| 13   | Lillebror Johansson | Solkatterna Karlstad   | 5   |  |  |
| 14   | Per Jonsson         | Getingarna Sztokholm   | 4   |  |  |
| 15   | Ove Österberg       | Indianerna Kumla       | 2   |  |  |
| 16   | Alf Trofast         | Njudungarna Vetlanda   | 0   |  |  |
| 17   | Patrik Karlsson     | Vargarna Norrköping    | 0   |  |  |
|      | rez. Mikael Blixt   | Vargarna Norrköping    | ns  |  |  |